# Les Rôdeurs de l'aube
Pour plus de détails, voir Fiche technique et Distribution.
Les Rôdeurs de l'aube (Rage at Dawn) est un western américain réalisé par Tim Whelan, sorti en 1955.

## Synopsis
En 1866, dans le sud de l'Indiana, le gang des frères Reno terrorise la région en braquant des banques et pillant des trains, avec la complicité de notables locaux qui ferment les yeux sur leurs activités, prenant au passage leur "commission". Les habitants du secteur, lassés de cette situation, font appel à l'agence de détectives Pinkerton qui dépêche un de ses agents. Les renseignements recueillis permettent d'organiser un guet-apens lors d'une nouvelle attaque de banque, mais les frères Reno en réchappent (sauf un qui est tué). Ils découvrent peu après que l'agent en question est le barman Murphy et l'assassinent. L'agence envoie alors un nouvel homme, James Barlow, qui parvient à infiltrer le gang en courtisant la sœur des Reno, Laura, et en se faisant lui-même passer pour un braqueur…

## Fiche technique
- Titre : Les Rôdeurs de l'aube
- Titre original : Rage at Dawn
- Réalisateur : Tim Whelan
- Scénario : Horace McCoy, d'après une histoire de Frank Gruber et des évènements authentiques
- Musique : Paul Sawtell
- Directeur de la photographie : Ray Rennahan
- Directeur artistique : Walter Keller
- Montage : Harry Marker
- Producteur : Nat Holt, pour la RKO Pictures
- Genre : Western
- Format : Couleur (en Technicolor)
- Durée :  87 minutes
- Date de sortie :
  - États-Unis : 26 mars 1955

## Distribution
- Randolph Scott : James Barlow
- Forrest Tucker : Frank Reno
- Mala Powers : Laura Reno
- J. Carrol Naish : Simeon 'Sim' Reno
- Edgar Buchanan : Le juge
- Myron Healey : John Reno
- Howard Petrie : L'avocat Lattimore
- Ray Teal : Le shérif de Seymour
- William Forrest : William Peterson
- Denver Pyle : Clint Reno
- Trevor Bardette : Fisher
- Kenneth Tobey : Monk Claxton

Et, parmi les acteurs non crédités :
- Phil Chambers (en) : Le shérif-adjoint Cortright
- Richard Garland (it) : Bill Reno
- Chubby Johnson : Hyronemus
- Ralph Moody : Noah Euall
- Arthur Space : Murphy, le barman
- George D. Wallace : le shérif Mosley